# Rinaldo Mantovano
Rinaldo Mantovano (Mantova, XVI secolo – XVI secolo) è stato un pittore italiano.(1502 circa - 1540)
Conosciuto anche come Rinaldo (Domenico) Mantovano o il Mantovano è stato un pittore manierista della Scuola di Mantova, attiva nel XVI secolo principalmente a Mantova.

## Biografia

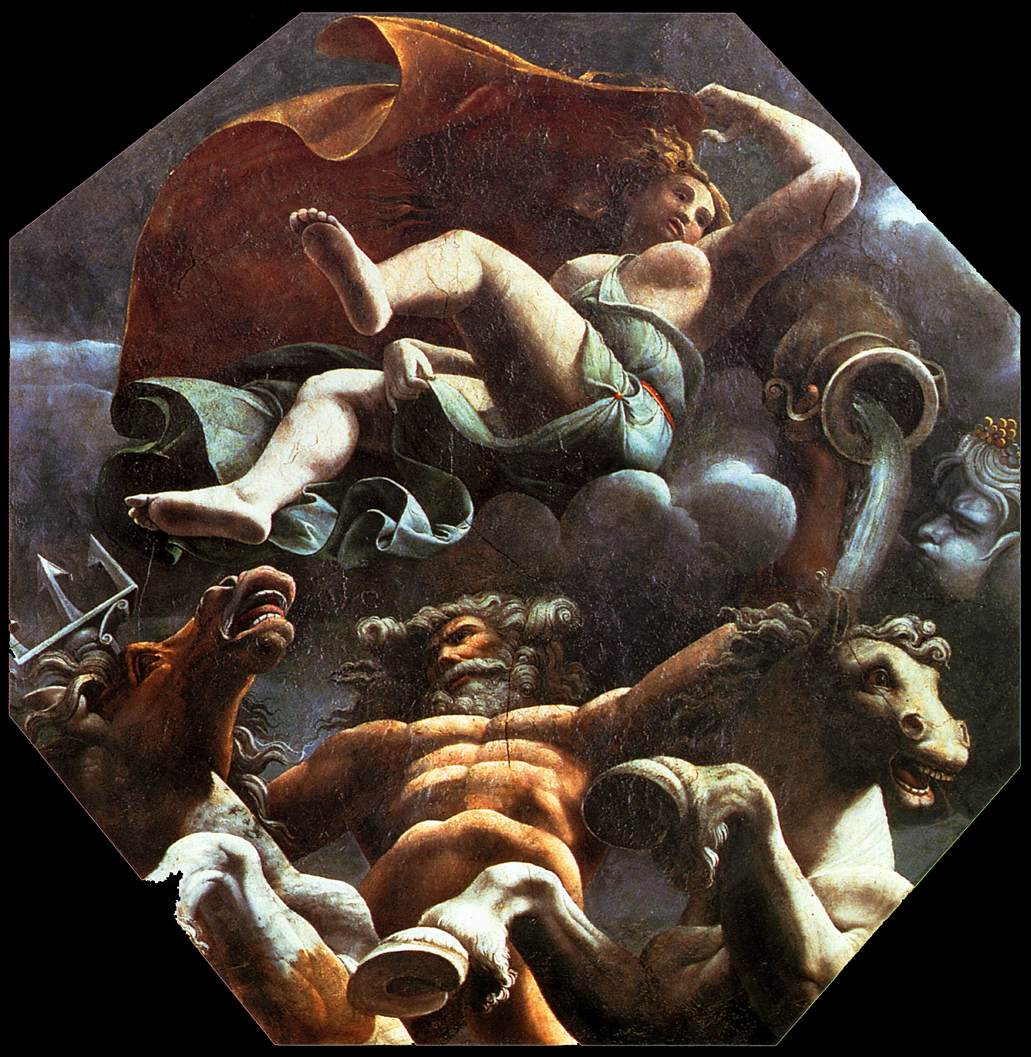
Palazzo Te, Mantova, Sala di Psiche

Rinaldo Mantovano, il miglior allievo di Giulio Romano, partecipò, insieme a Anselmo Guazzi, Benedetto Pagni, alla decorazione di Palazzo Te a Mantova.
Il suo lavoro con Giulio Romano è documentato dal 1531, quando partecipò alla decorazione del Castello di San Giorgio di Mantova, per il matrimonio del duca di Mantova Federico II e di Margherita Paleologa, e nel suo appartamento all'interno del Palazzo Ducale.

## Opere

### Palazzo Te
- Decorazione della Sala dei Venti, la Camera delle Aquile (1527) e della Loggia di David (1531),
- Decorazione della Sala dei Giganti (1532 à 1536) (pitture murali e di una parte del soffitto)[1].
- Zefiro che soffia sopra il mare (1527), olio su stucco, Sala di Psiche.

### Altro
- Decorazione dell'Appartamento di Troia e del Camerino dei Falconi (1536-1539), Palazzo Ducale, Mantova.
- Flagellazione di Cristo, 1539-40, olio su tela, 258x183 cm, Museo di Palazzo Ducale, Mantova.[2]
- Affreschi (su disegni di Giulio Romano), cappella Boschetti, Basilica di Sant'Andrea, Mantova.
- Martirio di San Sebastiano (affresco), cappella di San Sebastiano, Basilica di Sant'Andrea.
- Trionfo di Giulio Cesare[3].
- Sant'Agostino.